# Marcelo Ferreira
Marcelo Ferreira (Niterói, Brasil 1965) és un regatista brasiler, ja retirat, guanyador de tres medalles olímpiques.

## Biografia
Va néixer el 26 de setembre de 1965 a la ciutat de Niterói, població situada a l'estat de Rio de Janeiro.

## Carrera esportiva
Va participar, als 26 anys, en els Jocs Olímpics d'Estiu de 1992 celebrats a Barcelona (Espanya), on finalitzà onzè en la prova de la classe Star al costat de Torben Grael. En els Jocs Olímpics d'Estiu de 1996 realitzats a Atlanta (Estats Units) aconseguí la medalla d'or al costat de Grael en aquesta mateixa prova. Medalla de bronze en els Jocs Olímpics d'Estiu del 2000 realitzats a Sydney (Austràlia), en els Jocs Olímpics d'Estiu de 2004 realitzats a Atenes (Grècia) aconseguiren fer-se novament amb la medalla d'or.
Al llarg de la seva carrera ha estat set vegades campió del seu país en la classe Star així com dues vegades Campió del Món.